# Phorbia hispanica
Phorbia hispanica är en tvåvingeart som beskrevs av Willi Hennig 1969. Phorbia hispanica ingår i släktet Phorbia och familjen blomsterflugor.
Artens utbredningsområde är Spanien. Inga underarter finns listade i Catalogue of Life.